# Onís
Onís település Spanyolországban, Asztúria autonóm közösségben. Onís Cangas de Onís, Llanes, Cabrales és Posada de Valdeón községekkel határos. Lakosainak száma 732 fő (2024).

## Népesség
A település népessége az utóbbi években az alábbiak szerint változott:
| Lakosok száma | 895  | 842  | 807  | 803  | 786  | 764  | 743  | 743  | 735  | 732  |
|               | 2001 | 2004 | 2007 | 2009 | 2012 | 2014 | 2017 | 2019 | 2022 | 2024 |